# Port lotniczy Bu Tilimit
Port lotniczy Bu Tilimit (IATA: OTL, ICAO: GQNB) – port lotniczy położony w Bu Tilimit, w Mauretanii.